# Rupert Holmes
Rupert Holmes, eigentlich David Goldstein, (* 24. Februar 1947 in Northwich, Cheshire, England) ist ein amerikanisch-britischer Komponist, Liedermacher und Autor im Bereich von Schauspiel, Roman und Essay. Besonders bekannt sind sein Hit Escape (später The Piña Colada Song untertitelt) aus dem Jahre 1979 und sein mit dem Tony Award prämiertes Musical Das Geheimnis des Edwin Drood (The Mystery of Edwin Drood) nach Charles Dickens.

## Leben und Karriere
Rupert Holmes wurde in Northwich, Cheshire, England geboren, wuchs aber im Norden von New York City in der Vorstadt Nanuet, New York State (~ 16.000 Einwohner (2000)), auf und besuchte die nahegelegene Nyack High School und die Manhattan School of Music (Hauptfach Klarinette). Er hat die britische und die US-amerikanische Staatsangehörigkeit. Sein Vater war ein Offizier der US Army und Bandleader, seine Mutter war Engländerin und beide waren musikalisch. Holmes Bruder, Richard, ist Opernsänger und als erster Bariton bei den New York Gilbert and Sullivan Players in New York City beschäftigt, und Holmes Bruder trat auch bei der Metropolitan Opera auf. Holmes Tochter Wendy starb plötzlich 1986 im Alter von zehn an einem undiagnostizierten Gehirntumor. Er hat zwei Söhne, Nick und Tim (der autistisch ist).

### Liedermacher und Vertragskünstler
In seinen Zwanzigern war Holmes, der auch singt und einige Instrumente beherrscht, ein Studiomusiker, der Sessions geführt, Songs geschrieben und arrangiert hat. Er schrieb Jingles und Pop Melodien für Gene Pitney, the Platters, the Drifters und für das Fernsehen (Die Partridge Familie). Als Vertragskünstler hatte Holmes 1974 seinen Durchbruch mit dem Album Widescreen auf Epic Records, das ihn als Interpret von höchst romantischen, satt orchestrierten Songs einführte mit einer geistreichen Erzählweise, unterstützt von cleveren Reimen mit komödiantischen Andeutungen. Barbra Streisand entdeckte dieses Album und startete eine Anfrage um Songs davon aufzunehmen; sie schickte Rupert Holmes damit auf eine erfolgreiche Karriere. Sie benutzte einige von seinen Songs in dem Film A Star Is Born. Sein zweites Album (1975), das nach Holmes selbst benannt ist, veranlasste das Rolling Stone-Magazin dazu, ihn mit Bob Dylan zu vergleichen im Sinne von beispielloser Originalität, die Beachtung verlangt.
Holmes Talent im Bereich der Produktion war in dieser Zeit auch gefragt, und er nahm diese Chance wahr für Lynsey De Paul auf ihrem Album Tigers and Fireflies, aus dem der Radio Hit Hollywood Romance hervorging. De Paul und Holmes schrieben einen Song dieses Albums gemeinsam: das bluesige Twas.
Escape war aus seinem fünften Album Partners in Crime ausgekoppelt worden. Platz 1 in den Vereinigten Staaten erreichte der Song im späten Dezember 1979; es war der letzte Song an der Spitze der US-Charts in den 1970ern. In der ersten Januarwoche 1980 fiel Escape auf #2, in der darauffolgenden Woche verhalf ihm die Beliebtheit wieder zur #1, was Holmes zum einzigen Künstler macht, der mit demselben Song US #1 in zwei verschiedenen Jahrzehnten erreicht hat. Ein weiterer bekannter Song von dem Album war Him.
Holmes schrieb einen Song mit dem Namen Timothy für die Band The Buoys, der wahrscheinlich der einzige Song über Kannibalismus ist, der jemals die US-Top-40 erreichte. Holmes war kein Bandmitglied von The Buoys, aber er spielte bei dem Song das Klavier. Für die Band schrieb er auch Give Up Your Guns, The Prince of Thieves, Blood Knot, und Tomorrow. Timothy erreichte US #17 und Give Up Your Guns #84. 1986 war Holmes Komposition You Got It All (auch You Got It All Over Him genannt) ein Hit für die Jets und wurde später von Britney Spears auf ihrem Album Oops!… I Did It Again (2000) gecovert.
In den 1980er und 1990ern spielte Holmes auch auf Kleinkunstbühnen und in Clubs, wo professionelle Komiker auftreten (Comedy), meistens in New York City, dort erzählte er autobiografische Anekdoten – untermalt von seinen Songs.

### Dramatiker
Später war Holmes einer der wenigen Dramatiker, der den Tony Award sowohl für das Buch als auch für die Musik gewann: für das Broadway-Musical Das Geheimnis des Edwin Drood (The Mystery of Edwin Drood, 1986), das auf dem Roman Das Geheimnis des Edwin Drood von Charles Dickens basiert. Dafür gewann er weitere drei Preise: für Musik und Liedtexte jeweils einen Drama Desk Award und einen Edgar Award. Holmes schrieb auch die Partitur zu Edwin Drood, einer der wenigen Komponisten, die speziell für den Broadway geschrieben haben. Weil nach Dickens Tod das Buch unvollendet blieb, kam Holmes auf eine Idee zu diesem Roman: er bot alternative Schlussversionen zu jeder Figur, die des Mordes verdächtigt wurde und das Publikum durfte jeden Abend abstimmen, wer der Mörder sein sollte.
Holmes schrieb auch das Schauspiel Say Goodnight, Gracie (2003), das für den Tony Award nominiert war und in dieser Broadway-Saison am längsten lief. Das Theaterstück basierte auf dem Leben von George Burns. Holmes Musical Curtains läuft aktuell im Al Hirschfeld Theatre am Broadway.

### Drehbuch- und Romanautor
1996 schuf Holmes die Fernsehserie Remember WENN, er schrieb nahezu alle 56 Folgen. 2003 veröffentlichte er seinen ersten Roman Where the Truth Lies (als Wahre Lügen verfilmt von Atom Egoyan), 2005 gefolgt von Swing, eine Multimedia-Veröffentlichung als Vereinigung eines Romans mit einer Musik-CD mit Hinweisen zu dem Rätsel im Roman.

## Diskografie

### Studioalben
| Jahr | Titel             | Höchstplatzierung, Gesamtwochen, AuszeichnungChartplatzierungen (Jahr, Titel, Platzierungen, Wochen, Auszeichnungen, Anmerkungen) | Höchstplatzierung, Gesamtwochen, AuszeichnungChartplatzierungen (Jahr, Titel, Platzierungen, Wochen, Auszeichnungen, Anmerkungen) | Höchstplatzierung, Gesamtwochen, AuszeichnungChartplatzierungen (Jahr, Titel, Platzierungen, Wochen, Auszeichnungen, Anmerkungen) | Höchstplatzierung, Gesamtwochen, AuszeichnungChartplatzierungen (Jahr, Titel, Platzierungen, Wochen, Auszeichnungen, Anmerkungen) | Höchstplatzierung, Gesamtwochen, AuszeichnungChartplatzierungen (Jahr, Titel, Platzierungen, Wochen, Auszeichnungen, Anmerkungen) | Anmerkungen                           |
| Jahr | Titel             | DE | AT | CH | UK | US | Anmerkungen                           |
| ---- | ----------------- | --- | --- | --- | --- | --- | ------------------------------------- |
| 1979 | Partners in Crime | — | — | — | — | US33 Gold · (31 Wo.)US | Erstveröffentlichung: 5. Oktober 1979 |

grau schraffiert: keine Chartdaten aus diesem Jahr verfügbar
Weitere Alben
- 1974: Widescreen
- 1975: Rupert Holmes
- 1976: Singles
- 1978: Pursuit of Happiness
- 1980: Adventure
- 1981: Full Circle
- 1994: Scenario
- 1994: Epoch Collection
- 1998: The Best of
- 2000: Greatest Hits
- 2001: The Collector's Edition
- 2005: Cast of Characters - Songbook

### Singles
| Jahr | Titel Album                                     | Höchstplatzierung, Gesamtwochen, AuszeichnungChartplatzierungen (Jahr, Titel, Album, Platzierungen, Wochen, Auszeichnungen, Anmerkungen) | Höchstplatzierung, Gesamtwochen, AuszeichnungChartplatzierungen (Jahr, Titel, Album, Platzierungen, Wochen, Auszeichnungen, Anmerkungen) | Höchstplatzierung, Gesamtwochen, AuszeichnungChartplatzierungen (Jahr, Titel, Album, Platzierungen, Wochen, Auszeichnungen, Anmerkungen) | Höchstplatzierung, Gesamtwochen, AuszeichnungChartplatzierungen (Jahr, Titel, Album, Platzierungen, Wochen, Auszeichnungen, Anmerkungen) | Höchstplatzierung, Gesamtwochen, AuszeichnungChartplatzierungen (Jahr, Titel, Album, Platzierungen, Wochen, Auszeichnungen, Anmerkungen) | Anmerkungen                          |
| Jahr | Titel Album                                     | DE | AT | CH | UK | US | Anmerkungen                          |
| ---- | ----------------------------------------------- | --- | --- | --- | --- | --- | ------------------------------------ |
| 1978 | Let’s Get Crazy Tonight Pursuit of Happiness    | — | — | — | — | US72 (6 Wo.)US | Erstveröffentlichung: August 1978    |
| 1979 | Escape (The Piña Colada Song) Partners in Crime | DE— GoldDE | — | — | UK23 Platin · (7 Wo.)UK | US1 Gold · (21 Wo.)US | Erstveröffentlichung: September 1979 |
| 1979 | Him Partners in Crime                           | DE32 (12 Wo.)DE | — | — | UK31 (7 Wo.)UK | US6 (17 Wo.)US | Erstveröffentlichung: Dezember 1979  |
| 1980 | Answering Machine Partners in Crime             | — | — | — | — | US32 (11 Wo.)US | Erstveröffentlichung: April 1980     |
| 1980 | Morning Man Adventure                           | — | — | — | — | US68 (7 Wo.)US | Erstveröffentlichung: Oktober 1980   |
| 1981 | I Don’t Need You Adventure                      | — | — | — | — | US56 (7 Wo.)US | Erstveröffentlichung: März 1981      |

Weitere Singles
- 1974: Terminal
- 1974: Talk
- 1974: Our National Pastime
- 1975: I Don't Want To Hold Your Hand
- 1975: Deco Lady
- 1976: Weekend Lover
- 1976: Who, What, When, Where, Why
- 1978: Bedside Companions
- 1981: Blackjack
- 1981: Loved By The One You Love
- 1982: The End

## Auszeichnungen für Musikverkäufe
| Goldene Schallplatte - Kanada - 1980: für das Album Partners in Crime - 1980: für die Single Escape (The Piña Colada Song) | 3× Platin-Schallplatte - Neuseeland - 2024: für die Single Escape (The Piña Colada Song) |

Anmerkung: Auszeichnungen in Ländern aus den Charttabellen bzw. Chartboxen sind in ebendiesen zu finden.
| Land/RegionAuszeichnungen für Musikverkäufe (Land/Region, Auszeichnungen, Verkäufe, Quellen) | Gold     | Platin     | Verkäufe  | Quellen           |
| -------------------------------------------------------------------------------------------- | -------- | ---------- | --------- | ----------------- |
| Deutschland (BVMI)                                                                           | Gold1    | —          | 250.000   | musikindustrie.de |
| Kanada (MC)                                                                                  | 2× Gold2 | —          | 125.000   | musiccanada.com   |
| Neuseeland (RMNZ)                                                                            | —        | 3× Platin3 | 90.000    | radioscope.co.nz  |
| Vereinigte Staaten (RIAA)                                                                    | 2× Gold2 | —          | 1.500.000 | riaa.com          |
| Vereinigtes Königreich (BPI)                                                                 | —        | Platin1    | 600.000   | bpi.co.uk         |
| Insgesamt                                                                                    | 5× Gold5 | 4× Platin4 |           |                   |

## Weitere Werke

### Theater
- The Mystery of Edwin Drood (dt. Das Geheimnis des Edwin Drood)
- Twelfth Night
- Accomplice
- The Hamburger Hamlet
- Solitary Confinement
- Goosebumps
- Say Goodnight, Gracie
- Thumbs
- Marty
- Curtains
- Swango
- The Picture of Dorian Gray

### Fernsehfilme
- Remember WENN
- Hi Honey I’m Home
- No Small Affair
- Five Savage Men
- A Star Is Born
- Art in Heaven

### Bücher
- Swing
- Where The Truth Lies
- False Information